# Primo principio della termodinamica

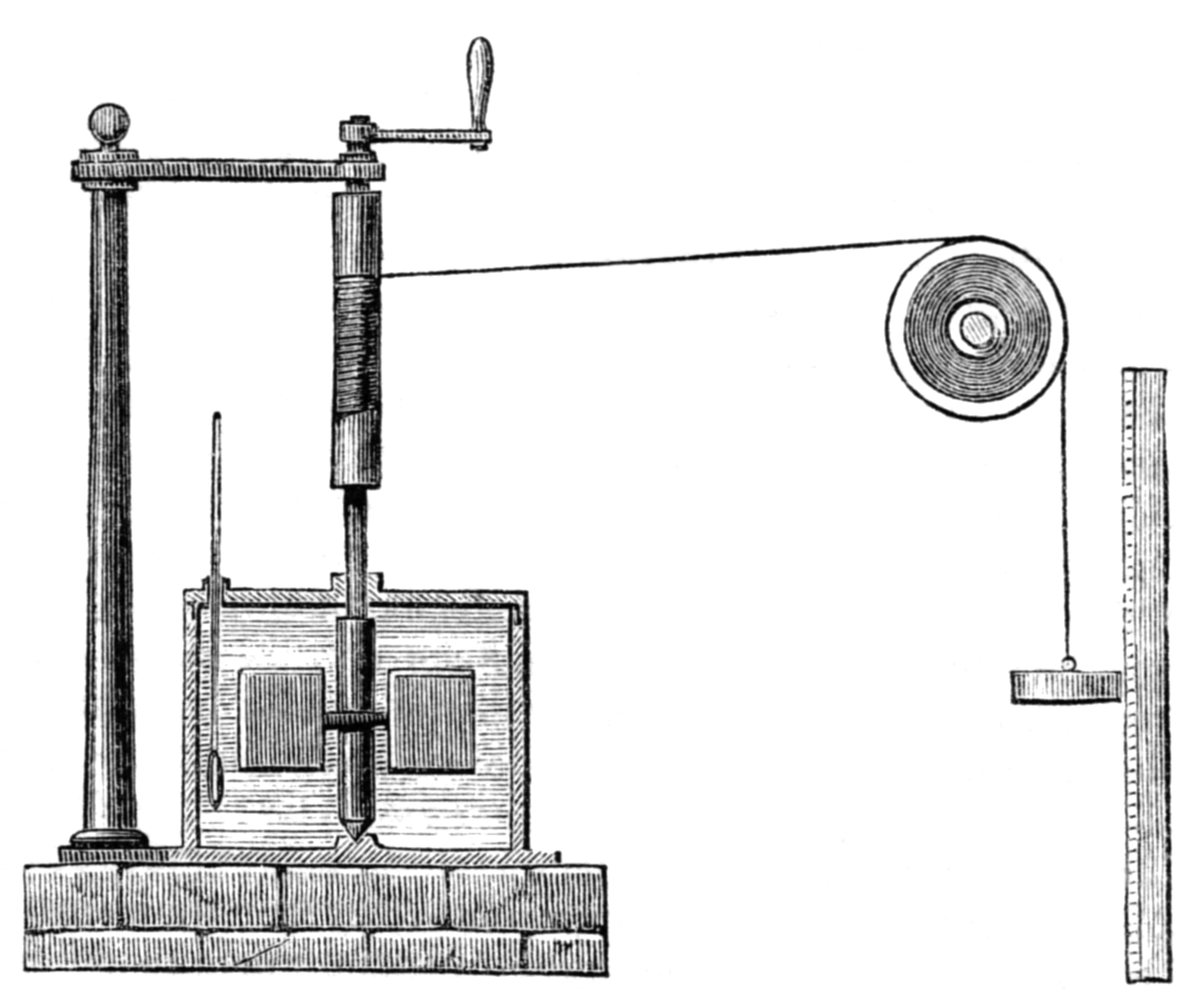
Apparecchiatura sperimentale utilizzata da Joule per dimostrare l'equivalenza tra calore e lavoro.

Il primo principio della termodinamica, anche detto, per estensione, legge di conservazione dell'energia, è un assunto fondamentale della teoria della termodinamica.
Il primo principio della termodinamica rappresenta una formulazione del principio di conservazione dell'energia e afferma che:
Un universo termodinamico, costituito dal sistema e dal suo ambiente, è un sistema isolato. L'energia non si crea né si distrugge, ma si trasforma, passando da una forma a un'altra: l'energia può cioè essere trasferita attraverso scambi di calore e di lavoro.
Nella forma più generale e semplice, il primo principio si può descrivere dicendo che esiste una funzione delle coordinate termodinamiche di un sistema, chiamata energia interna U, le cui variazioni generano gli scambi energetici del sistema con l'ambiente che lo circonda. Tale processo caratterizza le trasformazioni termodinamiche tra due stati di equilibrio del sistema, per cui l'energia interna è funzione di stato. Durante una trasformazione, si fornisce energia al sistema sia tramite un lavoro meccanico che con uno scambio di calore. Questa energia resta immagazzinata sotto forma di energia interna e può essere successivamente riutilizzata.

## Descrizione
Dati due stati A e B, la variazione di energia interna {\displaystyle \Delta U=U(B)-U(A)} è pari alla differenza fra il calore assorbito {\displaystyle Q\equiv Q(A\to B)} e il lavoro compiuto {\displaystyle L\equiv L(A\to B)} da un sistema chiuso durante una trasformazione:
{\displaystyle \Delta U=Q-L\;}
Calore e lavoro sono proprietà delle trasformazioni e non degli stati. In particolari trasformazioni può risultare preponderante lo scambio di calore, mentre in altre trasformazioni quello di lavoro. Se gli stati di partenza e di arrivo sono gli stessi, nelle diverse trasformazioni, lo scambio totale {\displaystyle Q-L} è lo stesso.
Il primo principio mette in evidenza l'esistenza di un meccanismo di scambio di energia, che non è esprimibile come lavoro meccanico macroscopico: a questo si dà il nome di calore.
L'equivalenza tra lavoro e calore fu dimostrata da Joule attraverso una serie di esperimenti (in particolare il "mulinello di Joule") verso la metà dell'Ottocento. Schematicamente le varie esperienze avevano lo scopo di realizzare un aumento della temperatura di una certa quantità d'acqua con procedimenti diversi. In uno di questi si trasferisce energia meccanica al sistema mediante la caduta di un peso. Il peso è accoppiato meccanicamente ad un albero alto verticale tramite una corda che lo avvolge nella sua parte superiore mentre nella parte inferiore sono infisse delle pale, disposte a raggiera, con i loro piani paralleli all'asse di rotazione dell'albero. Le pale sono immerse in un liquido contenuto in un recipiente adiabatico. Risultato dell'esperienza è l'aumento della temperatura del liquido, ovvero della sua energia interna U.
Si dimostra così che l'energia potenziale del peso, in caduta frenata dal liquido che si oppone alla sua variazione di quiete, mediante la rotazione delle pale, si trasferisce in buona parte al liquido frenante aumentandone la temperatura, e sviluppando un lavoro termico.
Il primo principio della termodinamica risulta equivalente all'impossibilità del moto perpetuo di prima specie.
In una trasformazione quasi statica e reversibile risulta utile considerare trasformazioni termodinamiche nelle quali le variabili di stato cambiano di quantità infinitesime. In tal caso, il primo principio si esprime nella forma:
{\displaystyle \operatorname {d} \!U=\delta Q-\delta L}
dove la variazione infinitesima di energia interna {\displaystyle \operatorname {d} \!U} è un differenziale esatto, in quanto il suo integrale esprime una variazione finita di una funzione di stato, mentre il calore scambiato con l'esterno {\displaystyle \operatorname {\delta } \!Q} e il lavoro svolto dal sistema {\displaystyle \operatorname {\delta } \!L} sono differenziali non esatti.

## Sistema generico
Un sistema generico può scambiare energia {\displaystyle \Delta E} con l'ambiente in diversi modi:
- Lavoro meccanico conservativo,  cioè {\displaystyle -\Delta (T+V)} (dove {\displaystyle T} è l'energia cinetica, {\displaystyle V} è quella potenziale) se avviene tramite una forza conservativa sul sistema, convenzionalmente positivo se svolto dal sistema, negativo se ricevuto dal sistema.
- Lavoro di volume L, positivo se svolto dal sistema, negativo se ricevuto dal sistema.
- Calore Q positivo se assorbito dal sistema, negativo se ceduto dal sistema
- Massa ΔM <e>: dove  si indica con <e> l'energia media  per unità di massa associata alla materia entrante o uscente. Tale energia per unità di massa, chiamata anche metalpia,  può contenere termini cinematici ({\displaystyle {\frac {\langle v\rangle ^{2}}{2}}}), di energia potenziale gravitazionale ({\displaystyle \langle gz\rangle }) ed entalpia ({\displaystyle \langle h\rangle }).
- Metabolismo (dovuto a reazioni chimiche o nucleari interne al sistema) μ ΔN, che trasforma massa in energia o viceversa in base a potenziale chimico e quantità di sostanza: quest'ultima è positiva se generata nel sistema e negativa se scomparsa.

Premesso ciò, si può dire che per un volume interessato da più contributi per ogni tipologia di scambio energetico, il bilancio di energia si può scrivere per sistemi reagenti in questa forma:
{\displaystyle \Delta E-\Delta (T+V)+L-Q-\Delta M\langle e\rangle -\mu \Delta n=0},
I primi tre termini rappresentano in effetti la variazione di energia interna U:
{\displaystyle \Delta U+L-Q-\Delta M\langle e\rangle -\mu \Delta n=0},
Per un sistema non reagente e chiuso le variazioni della quantità di sostanza e della entalpia sono nulle per cui il bilancio si riduce alla forma normale e più comunemente impiegata:
{\displaystyle \Delta U+L-Q=0}
Un sistema isolato non ha scambi di calore né di lavoro termodinamico. Il primo principio si riduce alla forma:
{\displaystyle \operatorname {d} U=\operatorname {d} H=\operatorname {d} A=\operatorname {d} G=0}
Tornando al caso generale, si esprime ora il bilancio in forma differenziale:
{\displaystyle \operatorname {d} U+\delta L-\delta Q=0},
dove {\displaystyle \operatorname {d} } è un differenziale esatto associato a funzioni di stato mentre, {\displaystyle \delta } non lo è essendo associato a grandezze che non sono funzioni di stato ma dipendenti dal particolare percorso compiuto nel corso della trasformazione. Solitamente calore e lavoro si esprimono insieme in coordinate generalizzate:
{\displaystyle \operatorname {d} U+{\bar {F}}\cdot \delta {\bar {q}}=0},
dove il calore trasmesso si può intendere come quella forma di lavoro la cui coordinata generalizzata (detta anche fattore di capacità) è l'entropia e la cui forza generalizzata (detta anche fattore di intensità) corrisponde alla temperatura; nel caso sia esclusivamente di volume (come ad esempio per un pistone in un cilindro) la coordinata generalizzata (detta anche fattore di capacità) è il volume e la forza (detta anche fattore di intensità) corrisponde alla pressione, quindi il lavoro ammette un differenziale esatto e il primo principio si riduce a:
{\displaystyle \operatorname {d} U+p\operatorname {d} V-T\operatorname {d} S+\delta \mathrm {R} =0},
dove con {\displaystyle \mathrm {R} } si è indicato il calore dissipato dal sistema dalla trasformazione irreversibile. Per un sistema discreto si esplicita infine:
{\displaystyle \sum _{i}\left(\operatorname {d} U_{i}-\delta L_{i}+\delta Q_{i}\right)=0}

### Entalpia
Il primo principio si esprime spesso in termini di entalpia:
{\displaystyle \operatorname {d} H=\delta Q+(p\operatorname {d} V-\delta L)+V\operatorname {d} p}
Il termine tra parentesi (cambiato di segno) rappresenta il lavoro utile {\displaystyle pdV-\delta L} scambiato dal sistema, il principio diventa:
{\displaystyle \operatorname {d} H=\delta Q+V\operatorname {d} p},
ragion per cui in una trasformazione isocora e in una trasformazione isobara rispettivamente il primo principio si riduce a:
{\displaystyle \operatorname {d} U=\delta Q_{V}}
{\displaystyle \operatorname {d} H=\delta Q}